# Torneo Albert Schweitzer 1989
Il Torneo Albert Schweitzer 1989 si è svolto nel 1989 a Mannheim, nell'allora Germania Ovest.

## Classifica finale
| Pos. | Squadra                   |
| ---- | ------------------------- |
|      | Stati Uniti               |
|      | Grecia                    |
|      | Francia                   |
| 4.   | Cecoslovacchia            |
| 5.   | Italia                    |
| 6.   | Bulgaria                  |
| 7.   | Jugoslavia                |
| 8.   | Paesi Bassi               |
| 9.   | Polonia                   |
| 10.  | Turchia                   |
| 11.  | Cina                      |
| 12.  | Germania Ovest Under-18 A |
| 13.  | Unione Sovietica          |
| 14.  | Spagna                    |
| 15.  | Germania Ovest Under-18 B |
| 16.  | Portogallo                |